# Mathias Beche
Mathias Beche (Genf, 28 giugno 1986) è un pilota automobilistica svizzero, campione della European Le Mans Series nel 2012 e vincitore nella classe LMP1-L della 24 Ore di Le Mans 2014.

## Carriera
Dopo aver iniziato nel karting, Beche è passato a correre in monoposto nel 2007 partecipando all'Asian Formula Renault Challenge finendo quinto in classifica finale con una vittoria al attivo. L'anno seguente finisce secondo dietro Felix Rosenqvist nella Formula Asia 2.0.
Nel 2009 Beche passa alle corse sportive endurance dove chiude terzo nella Formula Le Mans dove chiude terzo. L'anno seguente disputa diverse corse in vari campionati, come la Le Mans Series, la GT1 e il Campionato Europeo FIA GT3. Nel 2011 inizia a correre a tempo pieno nell'European Le Mans Series, dove nel 2012 ottiene la vittoria nella serie guidando l'Oreca 03 motorizzata Nissan insieme a Pierre Thiriet. Dal 2013 partecipa a tempo pieno al Campionato del mondo endurance.
Nel 2013 esordisce per la sua prima volta alla 24 Ore di Le Mans correndo nella classe LMP1 con il team Rebellion Racing. L'anno seguente con Nicolas Prost e Nick Heidfeld portano la Rebellion R-One-Toyota a vincere la storica corsa nella classe LMP1-L. 
Nel 2023 torna nel Campionato del mondo endurance sostituendo Mirko Bortolotti durante la 6 Ore di Monza. L'anno seguente corre per il team ARC Bratislava nella Asian Le Mans Series e con il team Richard Mille con TDS nella European Le Mans Series.
Nel 2025 continua a correre nella serie europea con il team TDS.

## Risultati

### Risultati nella European Le Mans Series
| Anno    | Squadra                   | Classe      | Vettura        | LEC | SPA | ALG | HUN | SIL |     | Punti | Pos. |
| ------- | ------------------------- | ----------- | -------------- | --- | --- | --- | --- | --- | --- | ----- | ---- |
| 2010    | Applewood Seven           | FLM         | Oreca FLM09    | 2   |     | Rit | Rit |     |     | 20    | 13°  |
| 2010    | Matech Competition        | LMGT1       | Ford GT1       |     | 2   |     |     |     |     | 15    | 6°   |
| Anno    | Squadra                   | Classe      | Vettura        | LEC | SPA | IMO | SIL | EST |     | Punti | Pos. |
| 2011    | TDS Racing                | LMP2        | Oreca 03       | Rit | 1   | 7   | Rit | 1   |     | 38    | 4°   |
| Anno    | Squadra                   | Classe      | Vettura        | LEC | DON | PET |     |     |     | Punti | Pos. |
| 2012    | Thiriet by TDS Racing     | LMP2        | Oreca 03       | 1   | 2   | 1   |     |     |     | 94    | 1º   |
| Anno    | Squadra                   | Classe      | Vettura        | SIL | IMO | RBR | HUN | LEC |     | Punti | Pos. |
| 2013    | Thiriet by TDS Racing     | LMP2        | Oreca 03       |     | 1   | 1   | 6   | 8   |     | 62    | 6°   |
| Anno    | Squadra                   | Classe      | Vettura        | SIL | IMO | RBR | LEC | SPA | EST | Punti | Pos. |
| 2016    | Thiriet by TDS Racing     | LMP2        | Oreca 05       | Rit | 1   | 1   | 1   | 3   | 8   | 96    | 2°   |
| Anno    | Squadra                   | Classe      | Vettura        | LEC | MNZ | BAR | SIL | SPA | ALG | Punti | Pos. |
| 2019    | Inter Europol Competition | LMP2        | Ligier JS P217 |     |     |     |     | 12  | Rit | 0,5   | 35°  |
| Anno    | Squadra                   | Classe      | Vettura        | LEC | IMO | MNZ | BAR | SPA | ALG | Punti | Pos. |
| 2022    | TDS Racing x Vaillante    | LMP2        | Oreca 07       | 10  | 10  | 13  | 11  | 12  | 11  | 4     | 22°  |
| Anno    | Squadra                   | Classe      | Vettura        | BAR | LEC | ARA | SPA | POR | ALG | Punti | Pos. |
| 2023    | Nielsen Racing            | LMP2 Pro/Am | Oreca 07       | 4   | 4   | 2   | Rit | 2   | 3   | 75    | 4°   |
| Anno    | Squadra                   | Classe      | Vettura        | BAR | LEC | IMO | SPA | MUG | ALG | Punti | Pos. |
| 2024    | Richard Mille con TDS     | LMP2 Pro/Am | Oreca 07       | 2   | 1   | 3   | Rit | 1   | 5   | 94    | 4°   |
| Legenda |                           |             |                |     |     |     |     |     |     |       |      |

*Stagione in corso.

### Risultati nella 24 ore di Le Mans
| Anno | Team                   | Co-Piloti                                  | Auto                   | Classe | Giri | Pos. | Classe Pos. |
| ---- | ---------------------- | ------------------------------------------ | ---------------------- | ------ | ---- | ---- | ----------- |
| 2013 | Rebellion Racing       | Andrea Belicchi Congfu Cheng               | Lola B12/60-Toyota     | LMP1   | 275  | 40º  | 8º          |
| 2014 | Rebellion Racing       | Nicolas Prost Nick Heidfeld                | Rebellion R-One-Toyota | LMP1-L | 360  | 4º   | 1º          |
| 2015 | Rebellion Racing       | Nicolas Prost Nick Heidfeld                | Rebellion R-One-AER    | LMP1   | 330  | 23º  | 10º         |
| 2016 | Thiriet by TDS Racing  | Ryō Hirakawa Pierre Thiriet                | Oreca 05-Nissan        | LMP2   | 241  | Rit  | Rit         |
| 2017 | Vaillante Rebellion    | Nelson Piquet Jr. David Heinemeier Hansson | Oreca 07-Gibson        | LMP2   | 364  | DSQ  | DSQ         |
| 2018 | Rebellion Racing       | Gustavo Menezes Thomas Laurent             | Rebellion R13-Gibson   | LMP1   | 376  | 3º   | 3º          |
| 2019 | High Class Racing      | Dennis Andersen Anders Fjordbach           | Oreca 07-Gibson        | LMP2   | 356  | 16º  | 11º         |
| 2022 | TDS Racing X Vaillante | Nyck de Vries Tijmen van der Helm          | Oreca 07-Gibson        | LMP2   | 368  | 8º   | 4º          |
| 2023 | Nielsen Racing         | Ben Hanley Rodrigo Sales                   | Oreca 07-Gibson        | LMP2   | 18   | Rit  | Rit         |
| 2024 | Panis Racing           | Rodrigo Sales Scott Huffaker               | Oreca 07-Gibson        | LMP2   | 293  | 23º  | 4º          |
| 2025 | TDS Racing             | Rodrigo Sales Clément Novalak              | Oreca 07-Gibson        | LMP2   | 365  | 22º  | 5º          |

### Risultati nel WEC
| Anno    | Squadra      | Classe | Vettura  | SEB | ALG | SPA | LMS | MON | FUJ | BHR | Punti | Pos. |
| ------- | ------------ | ------ | -------- | --- | --- | --- | --- | --- | --- | --- | ----- | ---- |
| 2023    | Prema Racing | LMP2   | Oreca 07 |     |     |     |     | 7   |     |     | 4     | 19°  |
| Legenda |              |        |          |     |     |     |     |     |     |     |       |      |

### Risultati nel Asian Le Mans Series
| Anno    | Squadra        | Classe | Vettura  | SEP | SEP | DUB | ABU | ABU | Punti | Pos. |
| ------- | -------------- | ------ | -------- | --- | --- | --- | --- | --- | ----- | ---- |
| 2023-24 | ARC Bratislava | LMP2   | Oreca 07 | 10  | 10  | 10  | 11  | 8   | 7     | 14°  |
| Legenda |                |        |          |     |     |     |     |     |       |      |